# Copy-and-swap
Идиома copy-and-swap — это идиома языка программирования C++, позволяющая разрабатывать устойчивые к исключениям операторы присваивания.
Идиома базируется на идиоме «Получение ресурса есть инициализация».
Идиома предполагает реализацию следующих функций-членов класса:
- конструктора копирования;
- оператора присваивания;
- метода swap, не генерирующего исключения и принимающего ссылку на объект класса.

Пример:
```
class
 
Copyable
 
{

public
:

   
Copyable
&
 
operator
=
(
const
 
Copyable
 
&
_v
)
 
{

      
Copyable
 
tmp
(
_v
);

      
this
->
swap
(
tmp
);

      
return
 
*
this
;

   
}

   
void
 
swap
(
Copyable
 
&
_v
)
 
noexcept
;

};

```

Устойчивость к исключениям заключается в том, что в операторе присваивания Copyable& operator=(const Copyable &) нет точки, где генерация исключения могла бы привести к утечке памяти.
Оператор присваивания сначала пытается захватить ресурс «временная копия присваиваемого объекта» (tmp) и в случае успеха меняет его содержимое с содержимым текущего объекта (this). Поскольку метод swap объявлен как не генерирующий исключения (noexcept), единственной точкой, где может возникнуть исключение, является копирование объекта _v. Если копирование не удается, то управление не доходит до метода swap, в противном случае деструктор объекта tmp освобождает ресурсы, прежде принадлежавшие текущему объекту (this) (см. идиому RAII).
Приведённая выше реализация также устойчива к присваиваниям объекта самому себе (a=a), однако содержит издержки, связанные с тем, что временная копия в этом случае тоже будет создаваться. Исключить издержки можно дополнительной проверкой:
```
class
 
Copyable
 
{

public
:

   
Copyable
&
 
operator
=
(
const
 
Copyable
 
&
_v
)
 
{

      
if
(
this
 
!=
 
&
_v
)

          
Copyable
(
_v
).
swap
(
*
this
);

      
return
 
*
this
;

   
}

   
void
 
swap
(
Copyable
 
&
_v
)
 
noexcept
;

};

```

Многие контейнеры и алгоритмы стандартной библиотеки C++ и библиотеки STL предполагают наличие устойчивого к исключениям оператора присваивания, но без использования идиомы copy-and-swap иногда довольно сложно реализовать такой оператор присваивания для классов, содержащих, например, указатели на экземпляры других классов.

## Другие операции
Имея функцию-член swap, не генерирующую исключений, можно применять подобную технику, чтобы сделать любую операцию над объектом строгой в отношении к гарантиям безопасности исключений (strong exception-safe guarantee).
Для этого сначала делают копию существующего объекта, выполняют над копией необходимые модификации, а потом меняют *this и временный объект.
- если исключение генерирует конструктор копирования, то исходный объект не модифицируется и строгая гарантия безопасности исключений выполняется;
- если исключение генерируется при изменении временного объекта, то у временного объекта вызовется деструктор и гарантия тоже будет выполнена поскольку исходный объект модифицирован не был;
- если изменение временного объекта успешно отработало, то срабатывает swap и деструктор временного объекта, не генерирующие исключений.